# Bror Kraemer
Bror August Kraemer (ur. 22 lutego 1900 w Turku, zm. 20 stycznia 1990 w Helsinkach) – fiński lekkoatleta, skoczek wzwyż.
Podczas igrzysk olimpijskich w Paryżu (1924) z wynikiem 1,70 zajął 19. miejsce w eliminacjach i nie awansował do finału.
Swój rekord życiowy ustanowił 23 września 1922 podczas meczu międzypaństwowego we Francji. Kraemer wygrał wówczas konkurs skoku wzwyż, a uzyskany przez niego rezultat (1,87) był do 1925 rekordem Finlandii.